# David L. Phillips
David L. Phillips (* 2. Juli 1959) ist ein amerikanischer Politikwissenschaftler.

## Werdegang
Phillips war Berater beim United Nations Secretariat und beim U.S. Department of State. Er war Gastwissenschaftler am Center for Middle East Studies der Harvard University sowie Associate Professor am Department of Politics der New York University sowie Gastprofessor an der Diplomatischen Akademie Wien.
Phillips leitet das Program on Peace-building and Rights am Institut zum Studium der Menschenrechte der Columbia University.

## Veröffentlichungen
- From Bullets to Ballots: Violent Muslim Movements in Transition (Transaction Press, 2008)
- Losing Iraq: Inside the Postwar Reconstruction Fiasco (Perseus Books, 2005)
- Unsilencing the Past: Track Two Diplomacy and Turkish-Armenian Reconciliation (Berghahn Books, 2005)